# Дункан Ренальдо
Рено́ Рена́льдо Ду́нкан (англ. Renault Renaldo Duncan), более известный как Ду́нкан Рена́льдо (англ. Duncan Renaldo; 23 апреля 1904, Oancea, Галац — 3 сентября 1980, Голета, Калифорния) — американский актёр кино и телевидения, менее известен как киносценарист и кинопродюсер. Наиболее запомнился зрителю исполнением роли ковбоя по имени Сиско Кид.

## Биография
Неоднократно актёр заявлял, что сам не знает точно, где и когда родился. Тем не менее, согласно его свидетельству о рождении, которое было представлено суду румынским консулом во время слушания дела о его иммиграции из Румынии, будущий актёр родился 23 апреля 1904 года в поселении Оанча (Галац) под именем Василе Думитру Кугеанос; его родители — Думитру и Теодора Кугеанос. Опровергая документ, Ренальдо заявлял, что «родился в городе Камден (Нью-Джерси), а позднее рос в Румынии под именем Басил Коуянос, воспитываемый людьми, которых он иногда звал „отец“ и „мать“, а обычно по имени: Деметри и Теодора».
Также Ренальдо заявлял, что «никогда не знал своих биологических родителей, а рос в нескольких европейских странах, особенно хорошо запомнилась Испания». В 1917 году 13-летний подросток нанялся помощником кочегара на французский (или бразильский) сухогруз «Puget Sound», который курсировал между Европой и США. Он проработал на нём четыре года, а в 1921 году остался за океаном. Первые пять лет в чужой стране молодой человек перебивался случайными заработками, в частности, пытался стать художником-портретистом. С 1926 года он начал сниматься в фильмах киностудии Metro-Goldwyn-Mayer.
В январе 1933 года Ренальдо был приговорён к двухлетнему тюремному сроку и штрафу в 2000 долларов (ок. 38 200 долларов в ценах 2021 года) за подделку документов при получении американского гражданства (депортировать его не представилось возможным, так как не было точно выяснено, какая из европейских стран является его родиной), но был помилован Президентом США (этому поспособствовала первая леди государства, которой приглянулись некоторые портреты румына; а также Герберт Йатс — основатель и президент киностудии Republic Pictures) и продолжил актёрскую карьеру, но уже во второсортных киностудиях типа той же Republic Pictures и им подобных; снимался до 1956 года. Нередко играл иностранцев: чаще всего мексиканцев, реже — арабов-мусульман, французов, русских, итальянцев и других.
В 1960 году был удостоен звезды на Голливудской Аллее Славы (1680, Вайн-стрит) за вклад в развитие телевидения.
Дункан Ренальдо скончался 3 сентября 1980 года в городе Голита (Калифорния) от рака лёгкого. Похоронен на кладбище «Голгофа» в городе Санта-Барбара (Калифорния).

### Личная жизнь
Дункан Ренальдо был женат дважды, но о его личной жизни известно мало. Обе его жены не имели отношения к кинематографу, детей ни от одного из браков у него не было.
1. Сьюзетт Эчард. Брак заключён в 1924 году, в 1940 году последовал развод.
2. Одри М. Брак заключён 1 июля 1956 года и продолжался 24 года до самой смерти актёра.

## Избранная фильмография
Основная статья: Фильмография Дункана Ренальдо
За 30 лет карьеры (1926—1956) Дункан Ренальдо снялся в 73 киносериалах и кинофильмах (три из них были короткометражными, а в восьми он не был указан в титрах) и 156 эпизодах одного телесериала. Кроме того он выступил сценаристом (1927—1951) семи лент и продюсером (1946—1949) шести.

### Актёр на широком экране
Полнометражные художественные фильмы
- 1929 — Мост короля Людовика Святого / The Bridge of San Luis Rey — Эстебан
- 1931 — Торговец Хорн / Trader Horn — Перу
- 1936 — Специальный агент К-7[англ.] / Special Agent K-7 — Тони Блэнк
- 1938 — Роза Рио-Гранде[англ.] / Rose of the Rio Grande — Себастиан
- 1938 — Отродье севера[англ.] / Spawn of the North — Иван
- 1938 — Заза[англ.] / Zaza — дрессировщик (в титрах не указан)
- 1939 — Ковбои из Техаса[англ.] / Cowboys from Texas — Ренальдо
- 1939 — К югу от границы[англ.] / South of the Border — Андрео Мендоза
- 1940 — Серенада гаучо[англ.] / Gaucho Serenade — Дон Хосе, гаучо
- 1941 — К югу от Панамы[англ.] / South of Panama — капитан полиции
- 1941 — Негодяи из Миссури[англ.] / Bad Men of Missouri — Дэн (в титрах не указан)
- 1941 — На пути в Мексику[англ.] / Down Mexico Way — Хуан
- 1941 — Преступники пустыни[англ.] / Outlaws of the Desert — шейх Сулейман
- 1942 — Мы танцевали[англ.] / We Were Dancing — Сэм Эстрелла, игрок в бридж (в титрах не указан)
- 1942 — Янки в Ливии[англ.] / A Yank in Libya — шейх Давид
- 1943 — Пограничный патруль[англ.] / Border Patrol — комендант
- 1943 — Миссия в Москву / Mission to Moscow — итальянский репортёр (в титрах не указан)
- 1943 — По ком звонит колокол / For Whom the Bell Tolls — лейтенант Беррендо
- 1943 — Клыки тигра[англ.] / Tiger Fangs — Питер Джереми
- 1943 — Вокруг света[англ.] / Around the World — драгоман (в титрах не указан)
- 1943 — Песня пустыни[англ.] / The Desert Song — капитан стражи (в титрах не указан)
- 1944 — На линии огня[англ.] / The Fighting Seabees — строитель на вечеринке
- 1944 — Сан-Антонио Кид[англ.] / The San Antonio Kid — Джонни Беннетт, он же Сан-Антонио Кид
- 1946 — Два года на палубе[англ.] / Two Years Before the Mast — мексиканский капитан (в титрах не указан)
- 1948 — Меч мстителя[англ.] / Sword of the Avenger — Фернандо
- 1950 — Захват[англ.] / The Capture — Карлос

Киносериалы
- 1937 — Раскрашенный жеребец[англ.] / The Painted Stallion — Заморро
- 1937 — Угроза из джунглей[англ.] / Jungle Menace — Арман Роже
- 1937 — Зорро снова в седле[англ.] / Zorro Rides Again — Ренальдо
- 1939 — Одинокий рейнджер снова в седле[англ.] / The Lone Ranger Rides Again — Хуан Васкес
- 1941 — Король техасских рейнджеров[англ.] / King of the Texas Rangers — лейтенант Педро Гарсия
- 1942 — Король Канадской конной полиции[англ.] / King of the Mounties — Пьер (в 1, 11 и 12 сериях)
- 1943 — Секретная служба в Чёрной Африке[англ.] / Secret Service in Darkest Africa — капитан Пьер Ласаль
- 1944 — Женщина-тигрица[англ.] / The Tiger Woman — Хосе Дельгадо

### Актёр телевидения
- 1950—1956 — Сиско Кид[англ.] / The Cisco Kid — Сиско Кид[англ.] (в 156 эпизодах)

### Сценарист
- 1947 — Колокола Сан-Фернандо[англ.] / Bells of San Fernando
- 1951 — Разбойник[англ.] / The Highwayman
- 1951 — Леди и бандит[англ.] / Dick Turpin's Ride

### Ассоциативный продюсер
- 1947 — Колокола Сан-Фернандо[англ.] / Bells of San Fernando

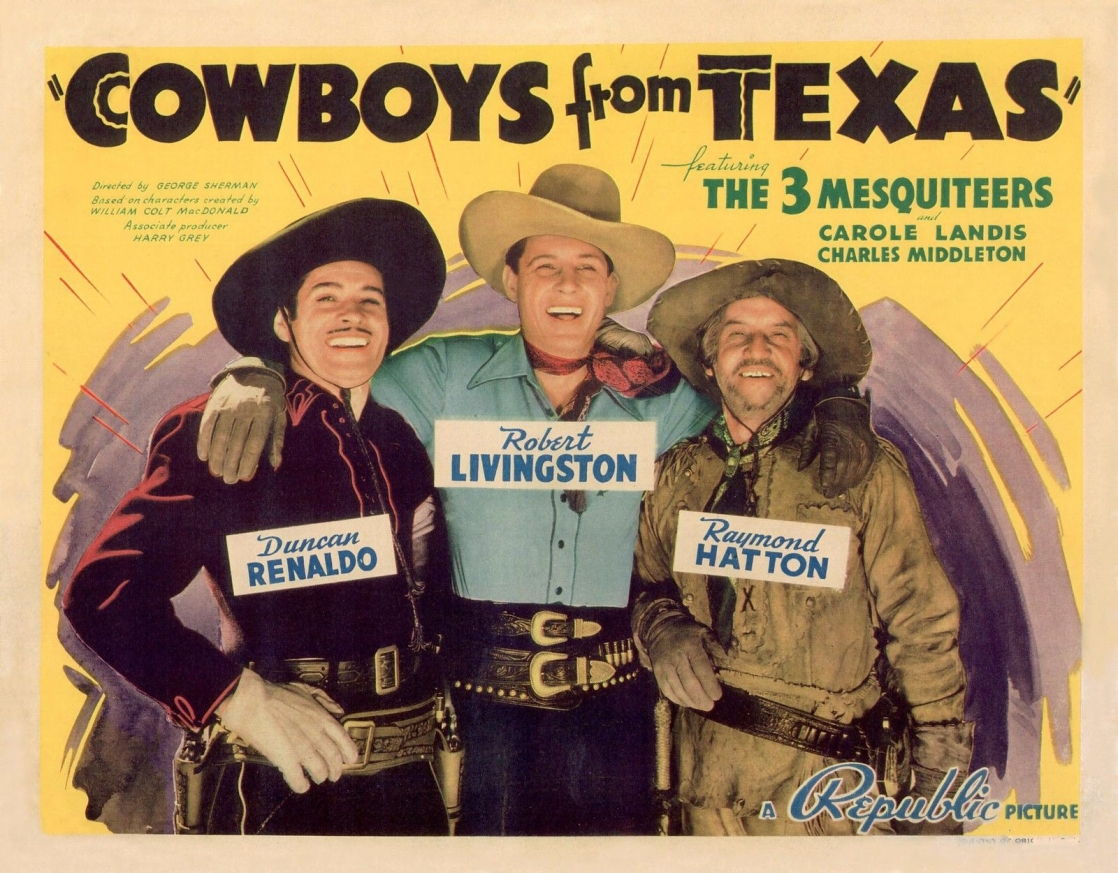
Слева направо: Дункан Ренальдо, Роберт Ливингстон[англ.] и Реймонд Хэттон на постере фильма «Ковбои из Техаса[англ.]» (1939)
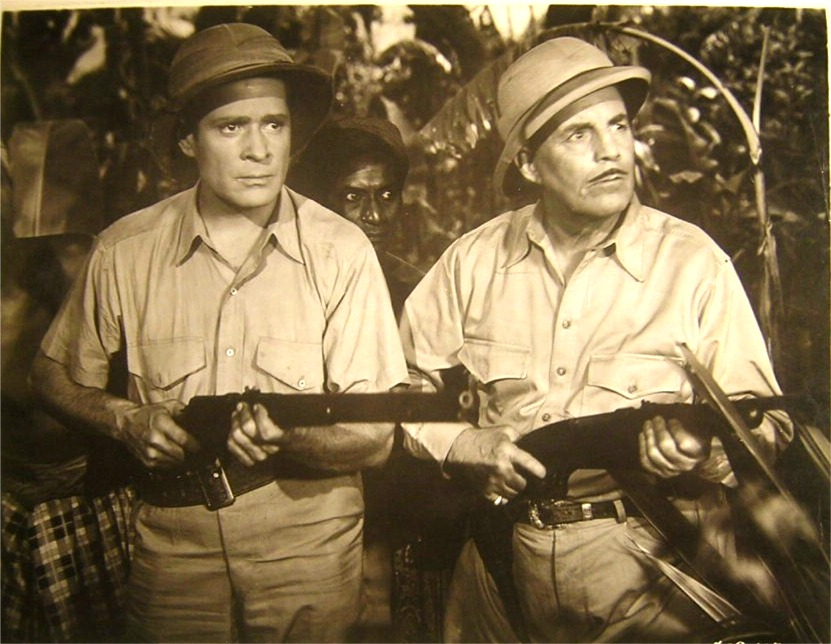
С Фрэнком Баком[англ.] (справа) в фильме «Клыки тигра[англ.]» (1943)
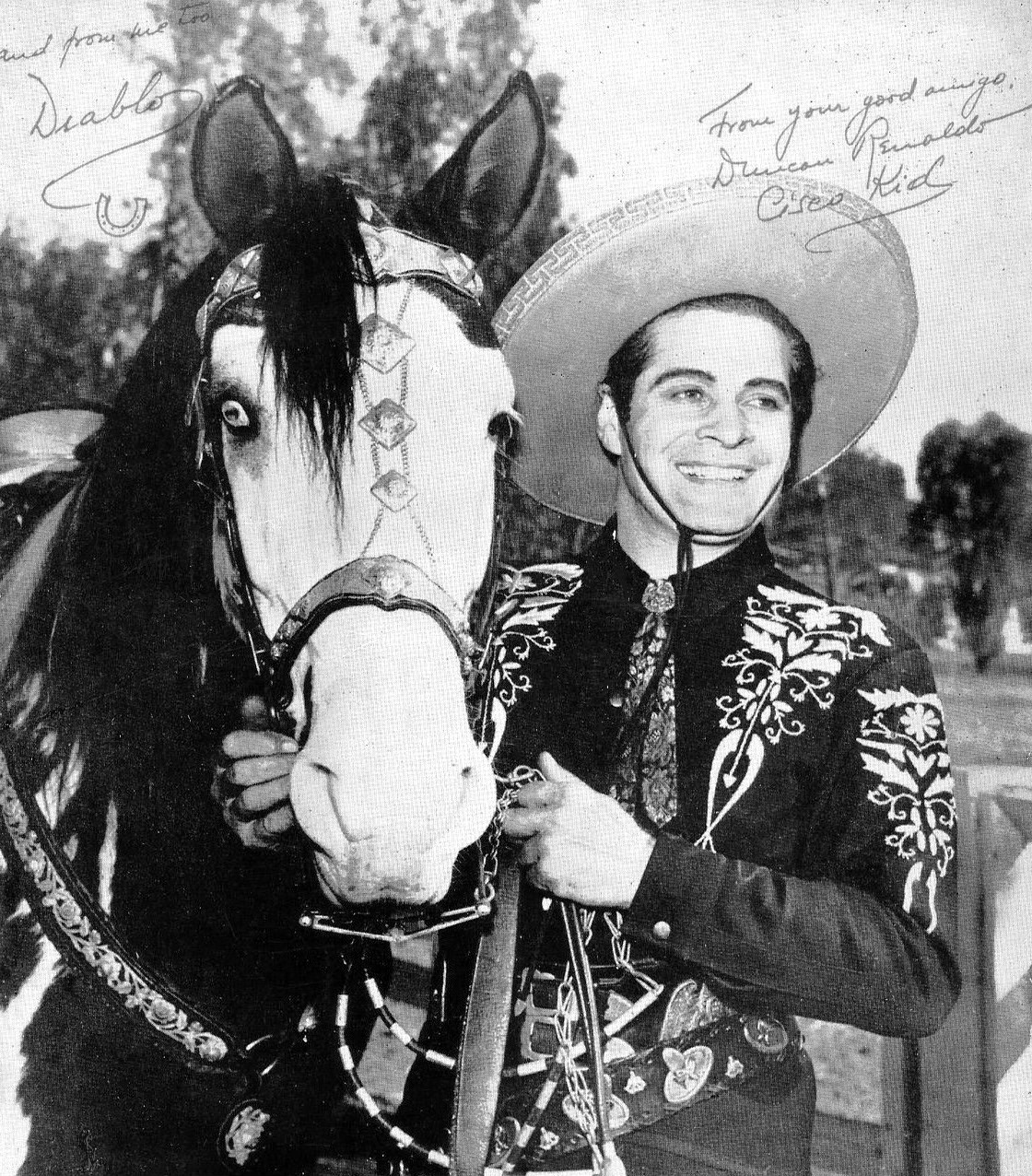
В сериале «Сиско Кид[англ.]» (1953)